# بینی بارنز

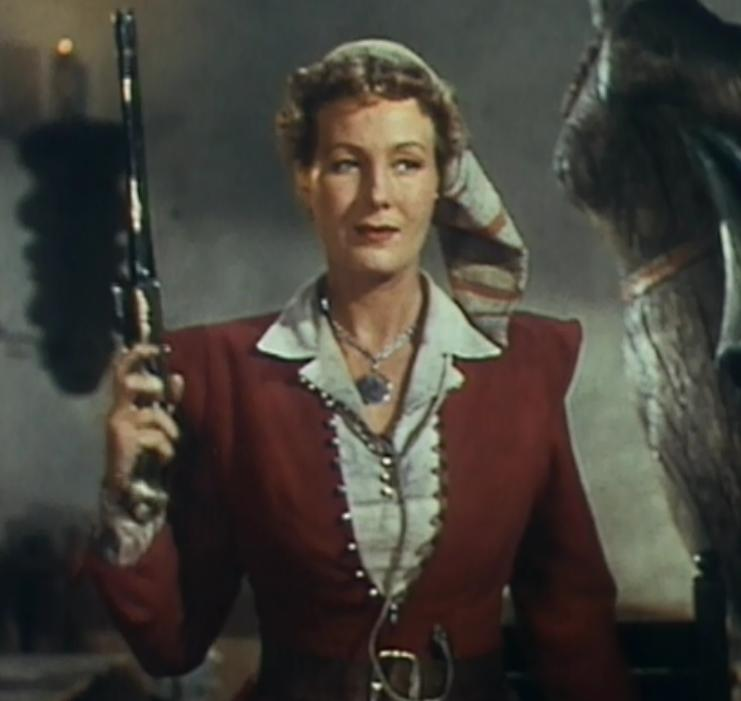

بینی بارنز (انگلیسی: Binnie Barnes؛ ‏ ۲۵ مهٔ ۱۹۰۳ – ۲۷ ژوئیهٔ ۱۹۹۸) بازیگر اهل ایالات متحده آمریکا بود.

## بخشی از فیلمشناسی
از فیلم‌ها یا برنامه‌های تلویزیونی که وی در آن نقش داشته‌است می‌توان به آثار زیر اشاره کرد.
- ماجراهای مارکو پولو
- نه و چهل و پنج دقیقه
- طلای ساتر